# Saly Németh László

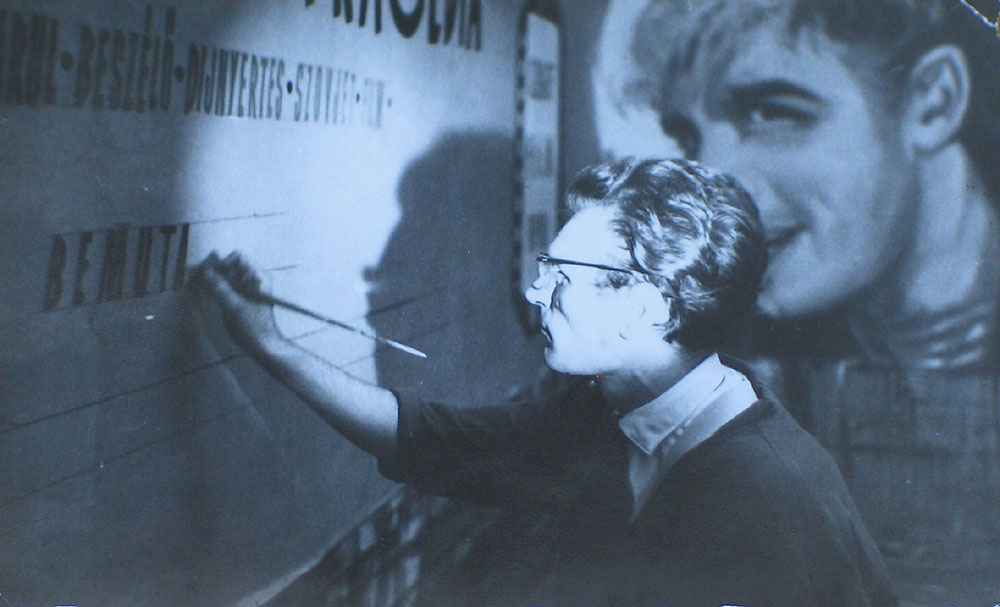
Mozireklám készítése közben

Saly Németh László (Szombathely, 1920. december 14. – Budapest, 2001. április 11.) magyar festőművész, grafikus.

## Életpályája
A soproni Széchenyi István Reáliskolában kezdte képzőművészeti tanulmányait. Mestere Soproni Horváth József, akvarellista volt. 1940–1942 között a Magyar Képzőművészeti Főiskolára járt Benkhard Ágost és Burghardt Rezső tanítványaként. A második világháborúban francia hadifogságba esett.
Hamarosan lehetővé vált, hogy ott is festhessen. Ettől kezdve folyamatosan dolgozott, és a képei eladásáért kapott összeget magyar hadifogoly-társai támogatására fordította. Hazatérése után röviddel megnősült, gyermekei születtek. Műszaki-rajzolóként helyezkedett el a Fővárosi Csatornázási Műveknél, majd az 1970-es évektől a FŐMO grafikusaként dolgozott.
Műszaki rajzai hosszú időn át a budapesti Városháza folyosóin voltak láthatóak.
Felkérték egy színes művészeti bonctan-könyv megrajzolására, de korán jelentkező szembetegsége miatt, ezt nem tudta befejezni. 1956-ban jelentkező betegsége (sclerosis multiplex) élete végéig változó erősséggel kísérte és próbálta meg visszatartani alkotói tevékenységében. Ennek ellenére teljes és óriási életművet hagyott ránk. Olajfestmények, szénrajzok, akvarellek, plakátok művészien megalkotott műszaki rajzok, térképek maradtak utána, melyek magángyűjteményekben, és a világ sok országában megtalálhatók.
1948-ban volt az első kiállítása (Fővárosi Képtár). 1948-tól A Magyar Képzőművészeti Alap tagja volt. 1955-től a Magyar Alkotóművészek Országos Egyesülete műtermében alkotott.

## Kiállítások
- 1948 Fővárosi Képtár, Budapest
- 1955 Műcsarnok, Budapest
- 1957 Ernst Múzeum, Budapest

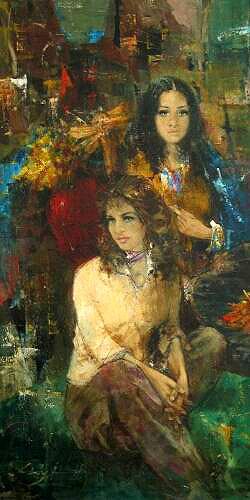
Saly Németh László: Lányaim: Gilda, Marika; (1970-72)

- 1980 Fiatal Művészek Klubja, Budapest
- 1982 Derkovits Terem, Szombathely
- 1983 Művészetbarátok Egyesülete, Budapest
- 1984 Tudományos Ismeretterjesztő Társulat Székháza, Szombathely
- 1986 Festőterem, Sopron
- 1992 Kecskeméti Képtár
- 1992 Rádai Múzeum, Szij Rezső gyüjteményes kiállítása
- 2001 Matáv Székház, Budapest
- 2001 Balatonboglári Művelődési Ház
- 2005 a Vincennes-i „Espace Daniel Sorano” kiállítóterme, Franciaország
- 2005 Le Louvres Antiqueres Paris
- 2007 Újpest Galéria
- 2008 Lamy Avery Gallery, Los Angeles